# Prix de l'Académie royale de langue et de littérature françaises
L'Académie royale de langue et de littérature françaises de Belgique décerne un nombre important de prix consacrés à la littérature française.

## PrixAlain Bosquet de Thoran
Prix attribué à un poète de plus de soixante ans.

## PrixAlbert Counso
Prix quinquennal attribué à l'auteur d'un ouvrage ayant trait à la philologie romane au sens le plus large.
Montant : 1 500 euros.

## PrixAlix Charlier-Anciaux
Prix quinquennal décerné à un écrivain belge de langue française pour l'ensemble de son œuvre.
Montant : 1 000 euros.

## PrixAndré Praga
Prix biennal, décerne à une œuvre théâtrale belge créée à la scène ou à la télévision et créé à la demande de Mme Jacqueline Van Praag-Chantraine.
Montant : 850 euros.

## PrixAuguste Beernaert
Prix biennal jusqu'en 1941, puis quadriennal, décerné à l'auteur belge ou naturalisé qui aura produit l'œuvre la plus remarquable sans distinction de domaine ou de sujet. 
Le jury comprend trois membres de l'Académie et deux professeurs d'histoire de la littérature française. 
Les deux professeurs d'histoire de la littérature sont, chaque fois, un professeur d'une université de l'État et un professeur d'une université libre.
Montant : 1 000 euros.

## PrixAuguste Michot
Prix biennal attribué à un œuvre littéraire, en prose ou en vers, d'un auteur belge de langue française, consacrée à célébrer les beautés de la terre de Flandre. Il ne peut être divisé.
Montant : 850 euros.

## Grand prix de poésieAlbert Mockel
Prix quinquennal doté de 2 500 euros

## PrixErnest Bouvier-Parvillez
Prix quadriennal qui souligne l'activité littéraire prolongée d'un écrivain belge de langue française. 
Montant : 850 euros.

## Prix Carton de Wiart
Prix décennal décerné à l'écrivain qui aura mis le mieux en lumière sous une forme littéraire les épisodes ou les aspects de la vie nationale belge dans le passé, même récent. 
Montant : 750 euros.

## PrixÉmile Polak
Prix biennal attribué à un écrivain (de préférence un poète) de nationalité belge âgé de moins de trente-cinq ans à l'expiration de la période biennale. 
Montant : 850 euros.

## PrixEmmanuel Vossaert
Prix biennal attribué à un écrivain belge pour un ouvrage en prose ou en vers, et plus spécialement pour un essai de caractère littéraire.
Montant : 850 euros.

## PrixEugène Schmits
Prix triennal décerné à une œuvre, poétique ou non, de portée morale indéniable. Il ne peut être divisé. 
Montant : 850 euros.

## PrixFélix Denayer
Prix annuel attribué à un écrivain belge, soit pour une œuvre en particulier, soit pour l'ensemble de son œuvre.
Montant : 850 euros.

## PrixFrans de Wever
Prix annuel attribué alternativement à l'auteur - âgé de moins de 40 ans - d'un recueil de poèmes, d'un essai ou d'un recueil de nouvelles. 

## PrixGastonetMariette Heux
Prix quadriennal d'un montant de 1 800 euros (initialement 75 000 FB) fondé par Raymond Heux en souvenir de ses parents et particulièrement de son père poète, destiné à un écrivain de plus de quarante ans pour une œuvre importante ou pour l'ensemble de son œuvre. 

## Prix George-Garnir
Prix triennal décerné à l'auteur belge de langue française d'un roman ou d'un recueil de contes évoquant les aspects et les mœurs des provinces wallonnes de Belgique.
Montant : 850 euros.

## PrixGeorges Lockem
Prix annuel décerné à un poète belge de langue française, âgé de 25 ans maximum, 
- soit pour un manuscrit
- soit pour un ouvrage édité pendant l'année précédant l'année d'attribution.

Les deux devant comprendre au minimum vingt-quatre pages.
Montant : 850 euros.

## PrixGeorges Vaxelaire
Prix biennal (annuel jusqu'en 1963) attribué à une œuvre théâtrale d'auteur belge représentée en Belgique, au théâtre, ou diffusée par la radio ou la télévision.
Montant : 850 euros.

## PrixHenri Cornéluspour la Nouvelle francophone
Prix triennal attribué tous les trois ans, à l'auteur, quel que soit son âge, d'un recueil de nouvelles publié. À défaut d'une œuvre de grande qualité, il n'est pas attribué. 
Pour favoriser la vitalité littéraire de la Francophonie, il ne peut être octroyé à un écrivain de nationalité française. 
L'Académie a décidé de ne pas l'ouvrir à ses membres.
Montant : 3 000 euros.

## PrixHenri Davignon
Prix quinquennal couronnant une œuvre d'inspiration religieuse.
Montant : 850 euros.

## PrixJean Kobs
Prix triennal attribué à un poète d'origine belge et âgé de plus de quarante ans, pour un recueil d'inspiration spiritualiste de forme classique, comprenant au moins quatre-vingts pages. 
Montant : 1 200 euros.

## PrixLéopold Rosy
Prix triennal décerné à un essai en langue française.
Montant : 750 euros.

## PrixLucien Malpertuis
Prix biennal attribué successivement à un poète, à un auteur dramatique, à un romancier ou nouvelliste et à un essayiste belge.
Montant : 850 euros.

## PrixNessim Habif
Aussi appelé le « Grand prix de littérature française hors de France », ce prix biennal récompensant un écrivain dont les œuvres en langue française sont « dignes de la littérature française ».
Montant : 3 000 euros.

## PrixNicole Houssa
Prix triennal attribué à un jeune poète originaire de la Wallonie, âgé de moins de trente ans à l'expiration de la période triennale, pour un premier volume de vers inédits ou publiés. 
Montant : 850 euros.

## PrixRobert Duterme
Prix quadriennal est ouvert à un écrivain pour un recueil de récits touchant au fantastique.
Montant : 2 500 euros.

## PrixSander Pierron
Prix biennal attribué à un écrivain belge pour un roman ou un recueil de récits.
Montant : 850 euros.